# Demonoir
A Demonoir az ötödik stúdióalbuma a norvég 1349 zenekarnak. A lemezen a black metal mellett fellelhetők progresszív metal elemek is, valamint dark ambient elemek, melyek már az előző Revelations of the Black Flame albumon is érezhetőek voltak. Érdekesség, hogy a lemez producere Ravn mellett az egykori Celtic Frost-tag Thomas Gabriel Fischer volt.

## Számlista
1. "Tunnel of Set I" – 1:32
2. "Atomic Chapel" – 6:24
3. "Tunnel II" – 1:01
4. "When I Was Flesh" – 5:45
5. "Tunnel III" – 0:39
6. "Psalm 7:77" – 5:42
7. "Tunnel IV" – 1:02
8. "Pandemonium War Bells" – 7:48
9. "Tunnel V" – 1:15
10. "The Devil of the Desert" – 6:30
11. "Tunnel VI" – 1:04
12. "Demonoir" – 6:19
13. "Tunnel VII" – 3:53